# Камышное (озеро, Жамбылский район)
Камышное (каз. Камышное) — озеро в Жамбылском районе Северо-Казахстанской области Казахстана. Находится в 2 км к югу от села Сенжарка.
По данным топографической съёмки 1940-х годов, площадь поверхности озера составляет 1,1 км². Наибольшая длина озера — 1,3 км, наибольшая ширина — 1 км. Длина береговой линии составляет 4,2 км, развитие береговой линии — 1,12. Озеро расположено на высоте 136,5 м над уровнем моря.